# Anisomeria
Anisomeria es un género   de plantas fanerógamas perteneciente a la familia las fitolacáceas. Comprende 9 especies descritas y de estas, solo 4 aceptadas.

## Taxonomía
El género fue descrito por Nicholas Edward Brown y publicado en Edinburgh New Philosophical Journal 13: 238. 1832. La especie tipo es: Anisomeria coriacea D.Don	

## Especies aceptadas
A continuación se brinda un listado de las especies del género Anisomeria aceptadas hasta mayo de 2015, ordenadas alfabéticamente. Para cada una se indica el nombre binomial seguido del autor, abreviado según las convenciones y usos.	
- Anisomeria chilensis (Miers) H.Walter
- Anisomeria coriacea D.Don - Yerba purga o pircún de Chile[3]
- Anisomeria densiflora H.Walter
- Anisomeria fruticosa Phil.